# Teja

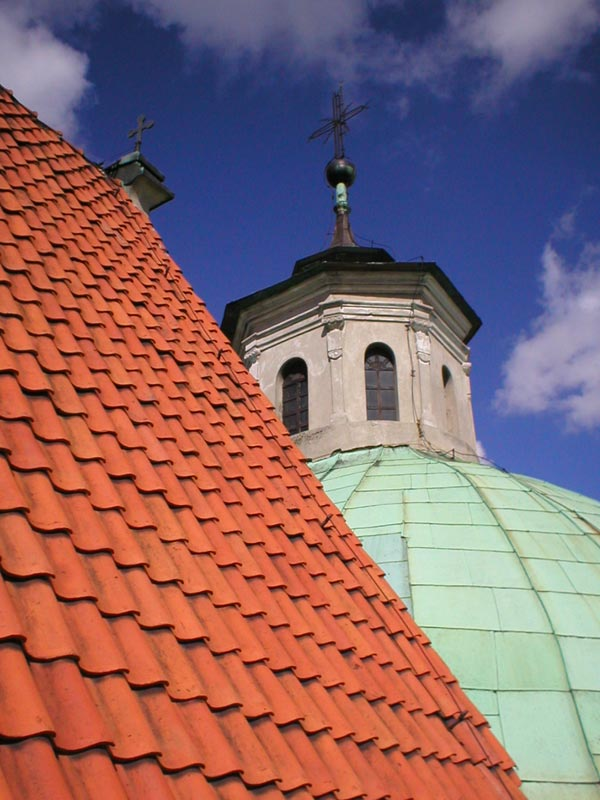
Cubierta de teja cerámica.
Al fondo una cubierta de cobre.

La teja es una pieza con la que se forman cubiertas en los edificios, para recibir y canalizar el agua de lluvia, la nieve, o el granizo. Hay otros modos de formar las cubiertas, pero cuando se hacen con tejas, reciben el nombre de tejados.
La forma de las piezas y los materiales de elaboración son muy variables: las formas pueden ser regulares o irregulares, planas o curvas, lisas o con acanaladuras y salientes; respecto a los materiales pueden ser cerámicas (elaborada con barro cocido), hidráulicas (elaboradas con mortero de cemento), plásticas y bituminosas (fabricadas con polímeros plásticos derivados del petróleo u otra materia prima), de madera, de piedra (como la pizarra).
El empleo de tejas para cubiertas se atribuye a los griegos, que utilizaban placas de cerámica delgadas y ligeramente curvadas. El arrabal del Kerámikon en Atenas se llamaba así por fabricarse en él tejas cerámicas. Plinio el Viejo dice que los belgas se servían de una piedra blanca y blanda para fabricar las tejas. El palacio de los reyes de Francia tomó el nombre de Tullerías al haber allí antiguamente tejares.
Un tejado tiene dos piezas fundamentales: la teja canal (abreviadamente: la canal), que recoge las aguas de lluvia, llevándolas fuera del perímetro de la construcción, y la pieza o teja cobija (abreviadamente: "la cobija"), que tapa la junta entre las canales.

## Tipos de teja

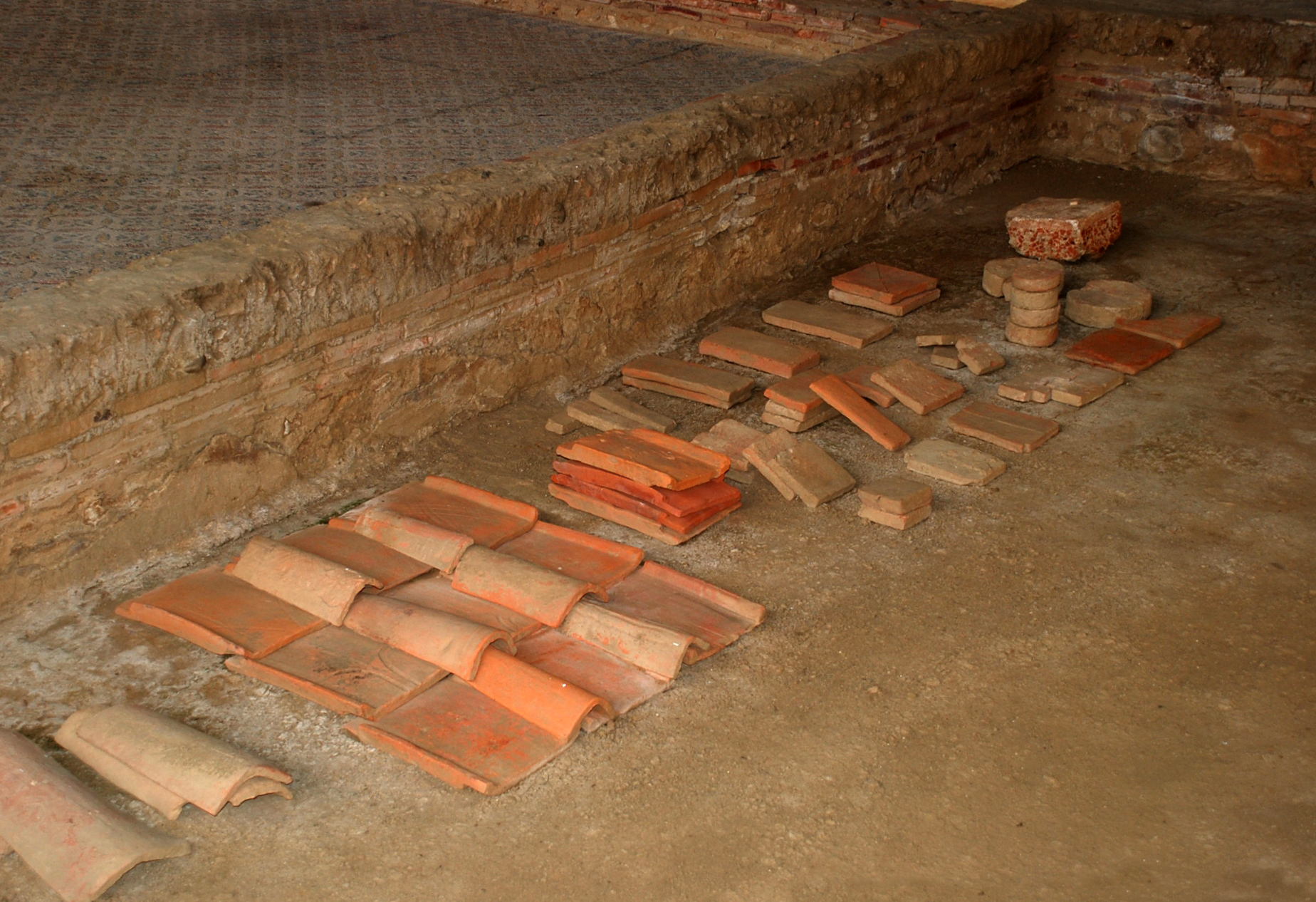
Ejemplos de tejas romanas encontradas en las excavaciones de la villa romana de La Olmeda en Pedrosa de la Vega (Palencia, Castilla y León).

La forma de las piezas varía según las épocas, culturas y regiones, aunque su uso fue similar, evolucionando a lo largo de los siglos.
Las tejas se pueden clasificar, por la forma, en:
- Ímbrice y tégula, tiene la pieza canal plana, con los bordes laterales levantados y la cobija curva. Se fabricaban de piedra y de cerámica.

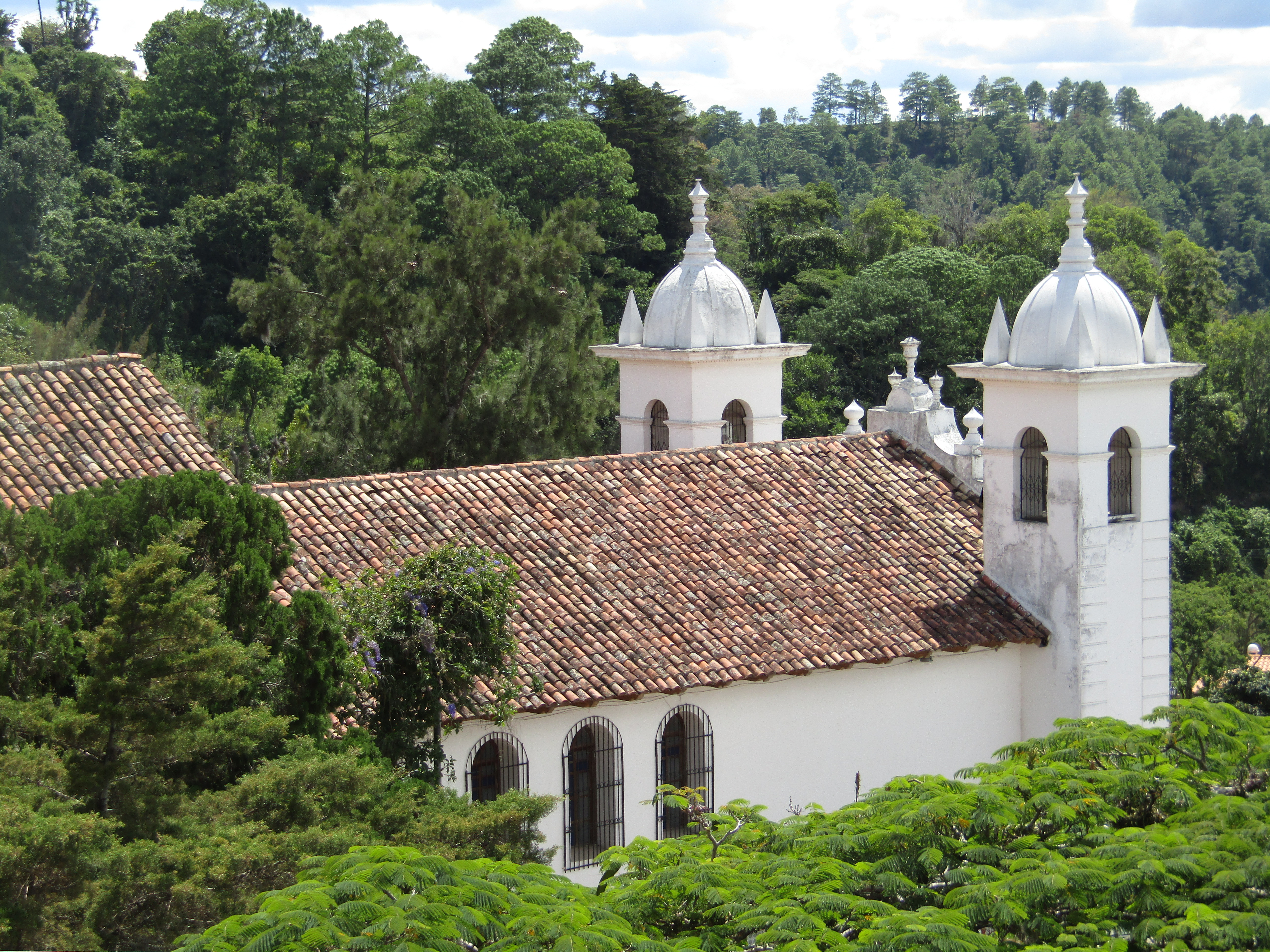
Iglesia colonial española en Santa Lucía, Honduras con techo de teja árabe. El uso de este tipo de teja en hispanoamerica es una herencia cultural del Imperio Español.

- Iglesia colonial española en Santa Lucía, Honduras con techo de teja árabe. El uso de este tipo de teja en hispanoamerica es una herencia cultural del Imperio Español. Teja árabe, con una sola pieza, con la forma un tronco de cono, cortado por la mitad longitudinalmente, tal como las cobijas romanas. Tiene la gran ventaja sobre todas las demás de que con esa única pieza se resuelven todos los problemas de una cubierta: canales, cobijas, cumbreras y limas. Aunque se denomine teja árabe, por su uso extensivo por los árabes en la península ibérica, el origen de esta teja es romano.
- Teja plana, de forma más compleja, dispone de acanaladuras y resaltes para su encaje y solape, que solamente fue posible cuando se pudieron fabricar por moldeo, bien de alfarería, bien de mortero de cemento. Necesita piezas especiales para resolver las limas.
- Teja mixta, cuyo ejemplar más conocido es la llamada teja belga, que tiene la canal y la cobija juntas en una pieza, lo que da apariencia similar a la árabe o a la romana, ésta cuando la canal está formada por una parte plana con solape en el borde. Como la anterior, requiere piezas especiales para resolver las limas.

Las piezas especiales son de variadas formas, y están destinadas a solucionar los puntos singulares del tejado, como las "limas" (limatesas, aristas convexas, y limahoyas, aristas cóncavas), encuentros con otros elementos, y puntos singulares.
- Tejas curvas pequeñas para porches.

### La teja de cerámica

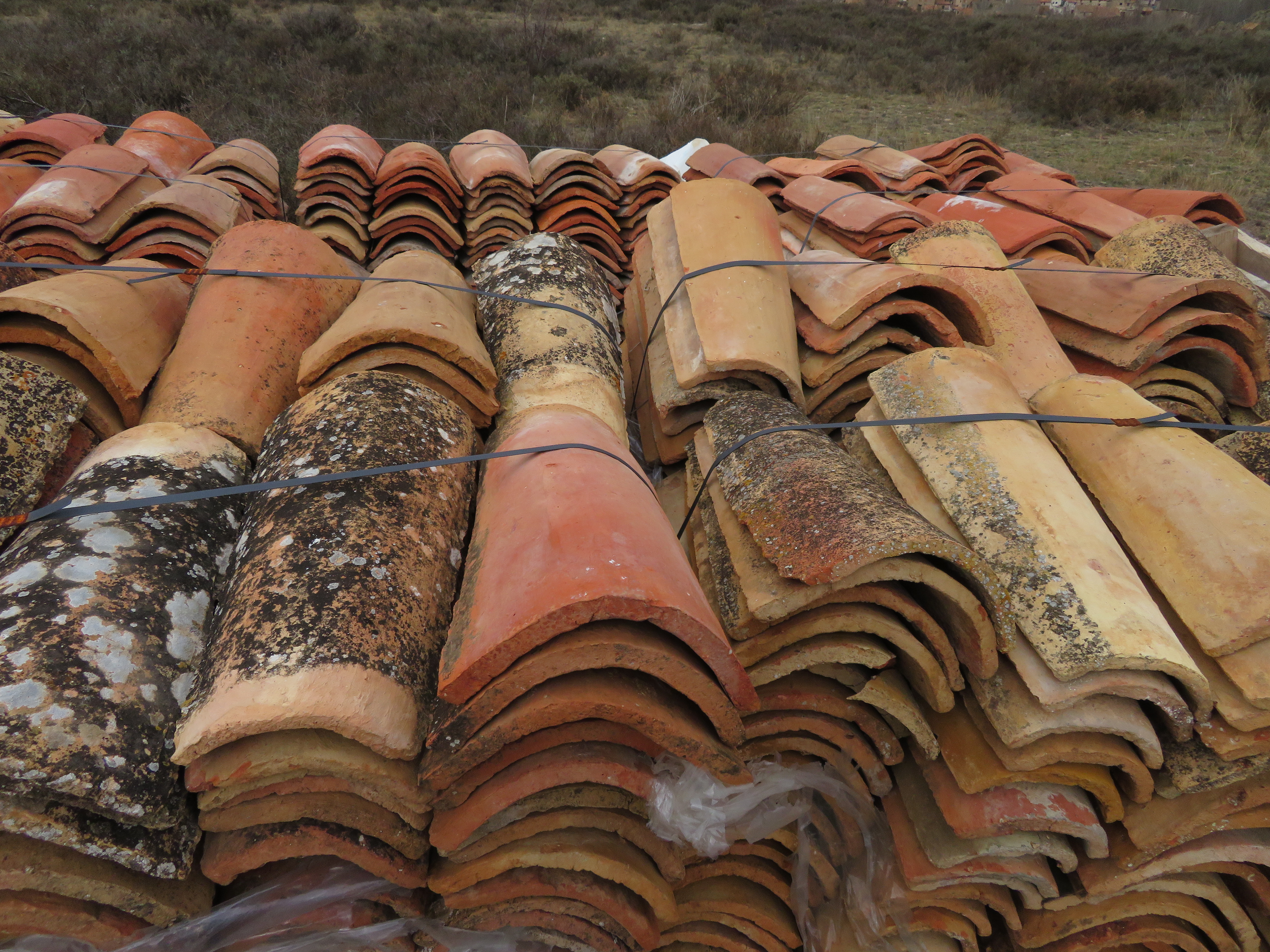
Tejas de cerámica viejas.

La tejería o cerámica es un material de construcción muy empleado en muchas regiones como protección de la parte superior de las construcciones frente a la lluvia. Por estar sometidas a los elementos, recibiéndolos de plano, quizá fuera la primera pieza de construcción que se empleó cocida, mientras que las paredes podían hacerse de barro sin cocer, de adobe o de tapial. La característica principal de las tejas elaboradas con arcilla cocida es su durabilidad, bajo costo y escaso mantenimiento.
Una variante de la teja de alfarería de basto es la teja vidriada, que se emplea con carácter ornamental en varias culturas, como es el caso del mudéjar aragonés.
La teja cerámica vieja es más apreciada que la nueva porque, con el tiempo, los poros naturales de la cerámica se colmatan, y se vuelven más impermeables. Por otro lado, la teja vieja se supone que ha sufrido muchos ciclos de helada (muchos inviernos) y la que no se ha roto ofrece garantía de que no se va a romper.

### La teja de cemento
Actualmente se hacen tejas de mortero de cemento, fraguado en moldes. Existen de todas las formas anteriores, aunque precisamente es rara la de tipo árabe y, en general suelen fabricarse de tipo mixto, con canal y cobija en una sola pieza. Sobre las cerámicas tienen la ventaja de ser más resistentes, y más económicas. También tienen la posibilidad de que se fabrican de cualquier color y al no tener encastre superior son más fáciles de colocar.

### La teja plástica
Aísla el calor, variedad de colores, fácil de instalar, termoacústica, no se hiela, no se corroe. Dos tipos primordiales tapa de cumbrera y tapa canoas

## Colocación de las tejas
La teja se recibe en el tejado sobre un elemento sustentante.
- A teja vana: sobre la armadura del tejado, cerchas y correas, se colocan unas tablas ligeramente desbastadas (llatas), y sobre ellas las tejas (canales y cobijas). La gran ventaja del sistema es que bajo el tejado, zona muy ventilada, podrían evaporarse las posibles gotas que traspasasen la teja. Tiene el inconveniente de que la teja no queda demasiado sujeta a la base, de modo que los días de grandes vientos pueden descolocarse, formando goteras. Requiere un mantenimiento anual (no se aconseja fijar todas las piezas con mortero, porque la gran ventaja del tejado de teja es que las piezas dilatan libremente). Este sistema se utilizaba sobre todo en casas modestas, y estaba formado por vigas de troncos y las tablas ligeramente separadas como soporte para poner las tejas. Gracias a este método el humo de los hogares y de los braseros salía sin problemas por los huecos entre las tablas, evitando así la asfixia por monóxido de carbono, algo frecuente en los últimos tiempos cuando se han seguido llevando braseros de picón a casas con tejados sellados.

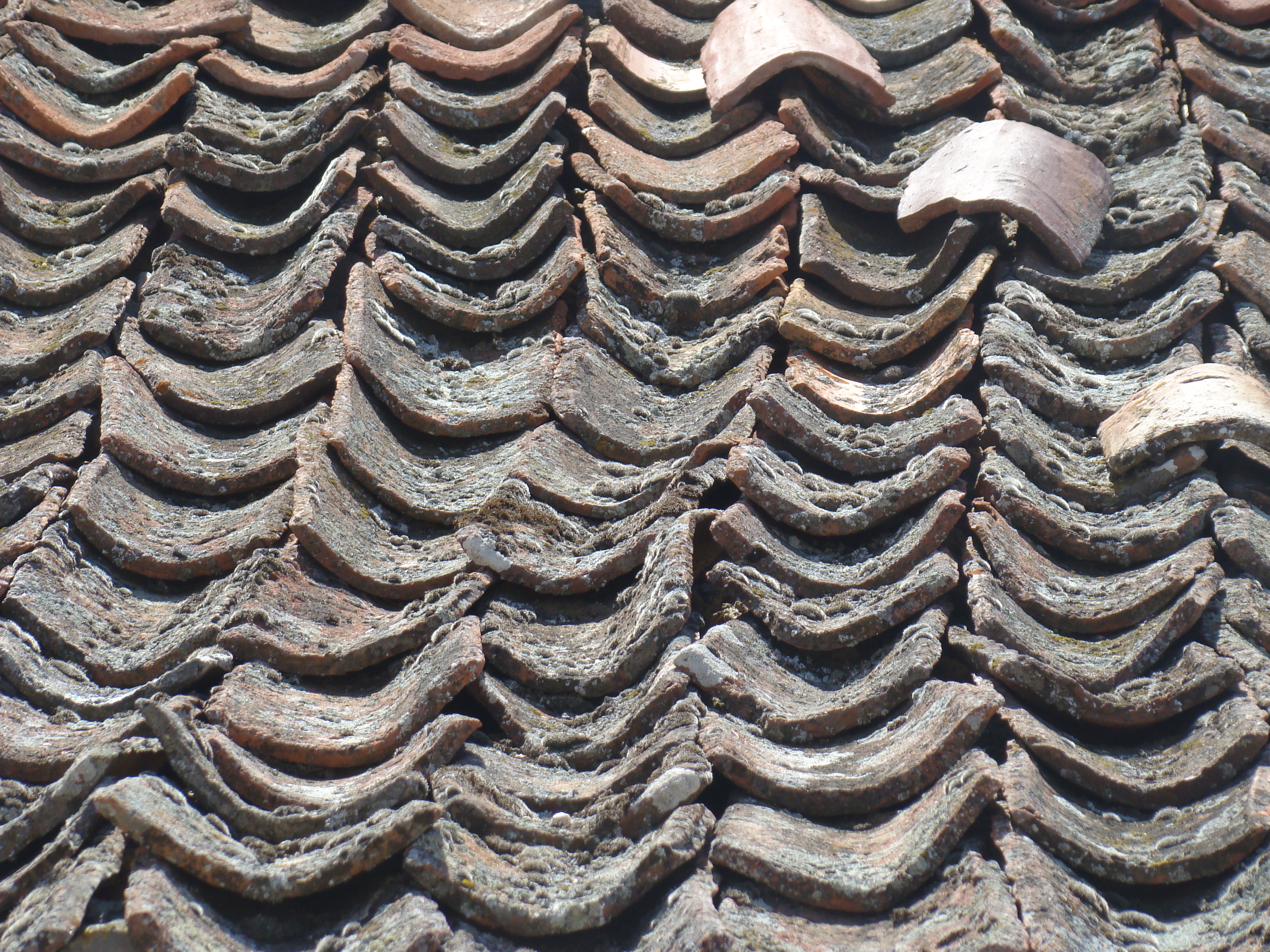
Tejado a la segoviana en la localidad española de Tabanera la Luenga (Segovia)

- A la provenzal, muy semejante a la teja vana: sobre las correas de sustentación se colocan unas piezas de madera de sección triangular, separadas de modo que puedan apoyarse las canales. Quedan más seguras que en el sistema anterior, pero también requieren operaciones de mantenimiento.
- Sobre tablero de obra: es el sistema que se emplea actualmente; se hace un tablero de rasillón, apoyado en tabiques palomeros, y sobre él, las tejas. Permite clavar las piezas canales al tablero para asegurar su inmovilidad. En caso contrario se aconseja fijar con mortero de cemento una hilera de cobijas cada seis o siete hileras (Por la razón expresada, no se aconseja fijar todas las piezas con mortero).
- A la segoviana. Solamente tiene piezas canales, recibidas sobre un lecho de barro que permite la dilatación e impermeabiliza las juntas, sin necesidad de piezas cobija. A menudo se emplean unas tejas un poco distintas que las normales árabes: tienen la misma anchura en los dos extremos y debido a ello, para conseguir un mejor encaje de las piezas, no son curvas sino en forma de V.

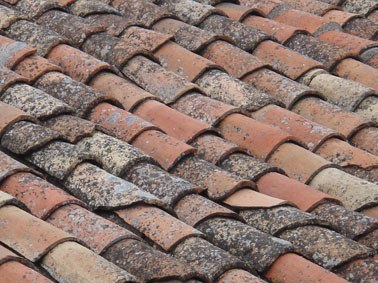
Tejado de Colmenar de Oreja, Madrid, España

## Expresiones relacionadas
- A teja vana. Sin otro techo que la cubierta del tejado.
- A toca teja. En dinero constante, sin dilación, con el dinero en la mano.[1]
- Madre y teja, no pierde por vieja.
- Los refranes y las tejas son cosas de casas viejas.
- No compres cosa vieja que no sea vino, jamón o teja.
- De comprar vieja, comprar teja (dicho alfarero).[2]